# تومارولند
تومارولَند (به انگلیسی: Tomorrowland) یک جشنواره مشهور بین‌المللی موسیقی رقص الکترونیک بلژیکی است که هرساله از سال ۲۰۰۵ در آخرین آخر هفته سه هفته پایانی (یعنی شنبه و یک‌شنبه) ماه ژوئیه در شهر بوم بلژیک که در شهر بوم، فلاندر، واقع در استان آنتورپ بلژیک قرار دارد برگزار می‌شود. یک نسخه آکادمیک از فستیوال و مکان برگزاری آن در فرهنگ جهانی و کسب کاری سبک EDM در سال ۲۰۲۰ منتشر شد که این فستیوال را بخشی جدایی ناپذیر از این سبک موسیقی تبدیل می‌کند. فستیوال تومارولند هر ساله در تابستان در ماه‌های تیر و مرداد با حضور گرم و پرشور افراد از سرتاسر جهان با پرچم‌های خود به زیبایی چشمگیری برگزار می‌گردد.
جشنواره تومارولند رقابت بسیار سرسختانه و پر قدرت با فستیوال‌های معروف دی جی‌های دنیا، مانند اولترا موزیک فستیوال با انحصار بزرگی که در صنعت موسیقی و سرگرمی دارد، رقابت را برای سایر جشنواره‌های موسیقی دی جی‌ها سخت کرده‌است.
در حال حاضر فستیوال تومارولند تنها در کشور بلژیک در تابستان و در کشور فرانسه در زمستان و در کشور برزیل در پاییز برگزار می‌شود.

تومارولند در سال 2022

فستیوال تومارولَند از سال ۲۰۰۵ میلادی، برگزار می‌شود و صدها هزار طرفدار آن از سراسر دنیا برای شرکت در این فستیوال به شهر بوم بلژیک می‌آیند تا شاهد اجرای برنامه از سوی بنام‌ترین دی‌جی‌های دنیا همچون آویچی آلن واکر، آرمین ون بورن، تییستو، هاردول، تیمی ترامپت، دیمیتری وگاس اند لایک مایک، آلوک، کیگو، دان دیابلو، افروجک، استیو آئوکی، نیکی رومرو، دیوید گتا، اکسول، گرت امری، مارتین گریکس و … باشند.
در این جشنواره افراد پرچم‌های کشور خود را به همراه آورده و برافراشته می‌کنند تا حضور جهانی شادی را در این جشنواره نشان دهند. این جشنواره حاوی سبک‌های موسیقی رقص الکترونیک، هاوس، مش‌آپ، ریمیکس، دابستپ، تکنو، ترنس و … می‌باشد و مشهورترین دی‌جی‌های دنیا دعوت به اجرا می‌شوند.

## تاریخچه

### ۲۰۰۵

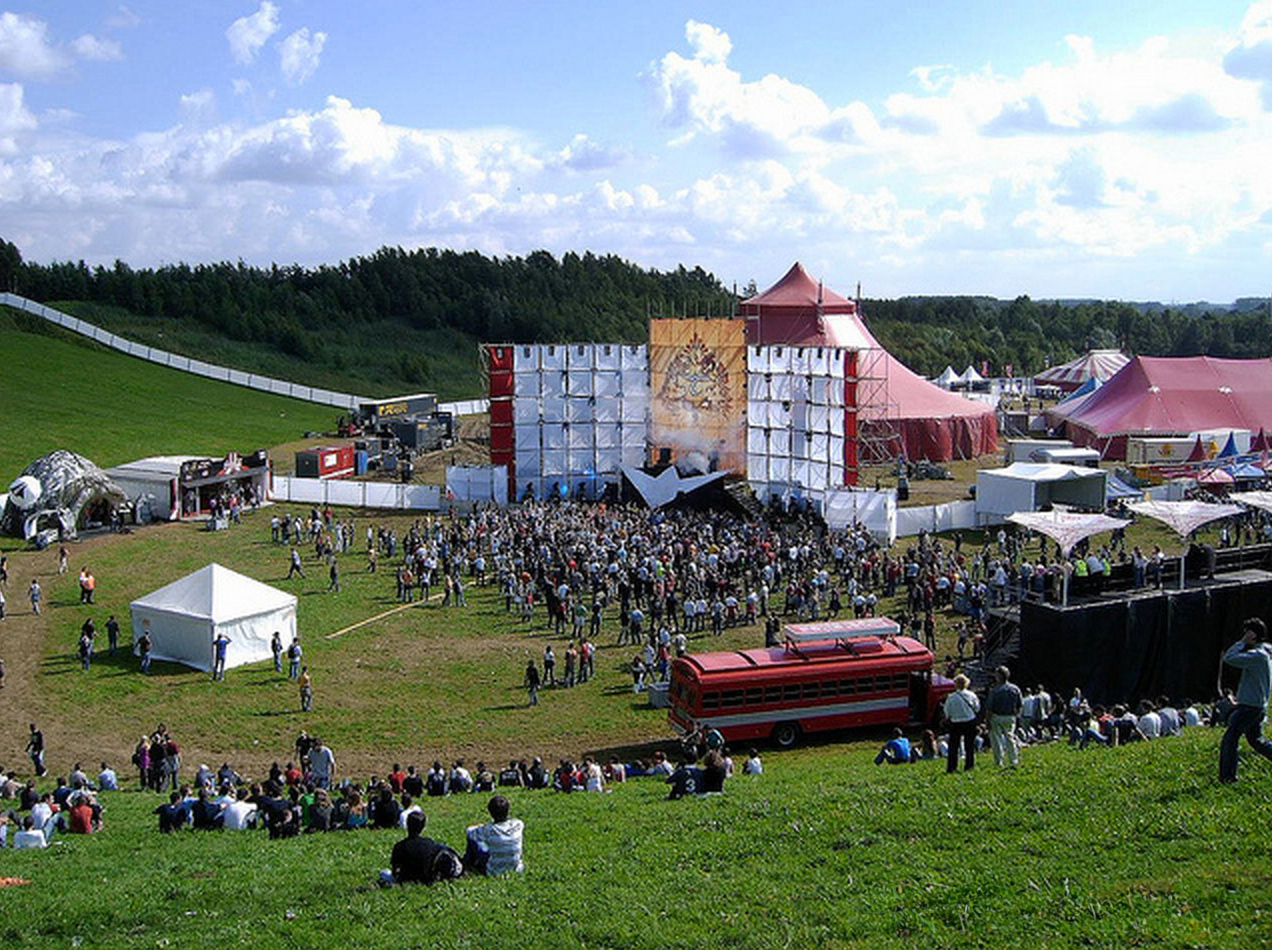
تومارولَند ۲۰۰۵

این جشنواره نخستین بار در تاریخ ۱۴ اوت ۲۰۰۵ برگزار شد. منو بیر، میشل بیرز و ای‌تی‌اندتی این جشنواره را برگزار کردند. هنرمندان شامل آرمین ون بورن، تکنوبوی، اروین تنگ یو هان، یوجی و چند دی‌جی دیگر بودند.

### ۲۰۰۶

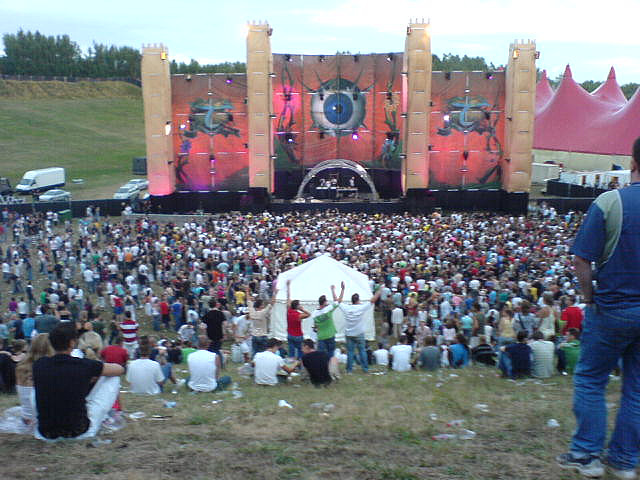
تومارولَند ۲۰۰۶

دومین برنامه این جشنواره در تاریخ ۳۰ ژوئیه ۲۰۰۶ با حضور هنرمندانی چون آرمین ون بورن، اکسول، دیوید گتا، فرد بیکر و مارکو بالی برگزار شد.